# Kryptoměnová burza
Kryptoměnová burza (také digital currency exchange) je firma, která umožňuje zákazníkům obchodovat s kryptoměnami nebo digitálními měnami nebo tyto směňovat za jiná aktiva, nejčastěji fiat měnu. Burzy také často umožňují nákup kryptoměn a digitálních měn za fiat měnu. Burzy mohou fungovat jako tvůrce trhu, který má výnos ze spreadu, tedy z rozdílů cen na poptávkové a nabídkové straně, při jím garantované likviditě z vlastních zdrojů; jako burza pouze párující jednotlivé pokyny zákazníků, která vydělává na poplatcích za jednotlivé obchody nebo jako směnárna, směňující jednotlivá aktiva mezi sebou za pevné ceny při zajištění těchto aktiv z vlastních zásob. Burzy mohou výše uvedené přístupy kombinovat, někdy jsou za kryptoměnové burzy považovány jen první dva výše uvedené typy.
V Evropské unii burzy reguluje hlavně nařízení MiCA (nařízení o trzích kryptoaktiv - regulation on markets in crypto-assets), které reguluje subjekty, které vydávají, veřejně nabízí nebo přijímají kryptoaktiva k obchodování nebo poskytují služby související s kryptoaktivy v EU. Mimo jiné vymezuje požadavky na poskytovatele služeb souvisejících s kryptoaktivy (tzv. CASP), kteří mohou poskytovat služby souvisejících s kryptoaktivy, mezi které patři i provozování obchodní platformy pro kryptoaktiva (krypto burza), směna kryptoaktiv za peněžní prostředky nebo jiná aktiva (kryptosměnárna). K začátku července 2025 získalo v EU licenci CASP 45 subjektů, mimo jiné evropské entity společností Bitstamp, Bybit, Coinbase, Crypto.com, OKX a Kraken.

## Největší kryptoměnové burzy
Mezi největší kryptoměnové burzy na světě v roce 2024 patřily:
- Binance
- Bybit
- Crypto.com
- OKX
- Coinbase
- Gate.io

## Kryptoměnové burzy v Česku
Na českém trhu působí několik kryptoměnových burz a směnáren, které umožňují nákup a prodej kryptoměn za české koruny. Mezi nejvýznamnější patří:
- Coinmate – kryptoměnová burza se sídlem ve Spojeném království, založená českými podnikateli v roce 2014.
- Anycoin – česká kryptoměnová směnárna, za kterou stojí čeští zakladatelé; působí na trhu od roku 2015.